# Marchesato di Grana

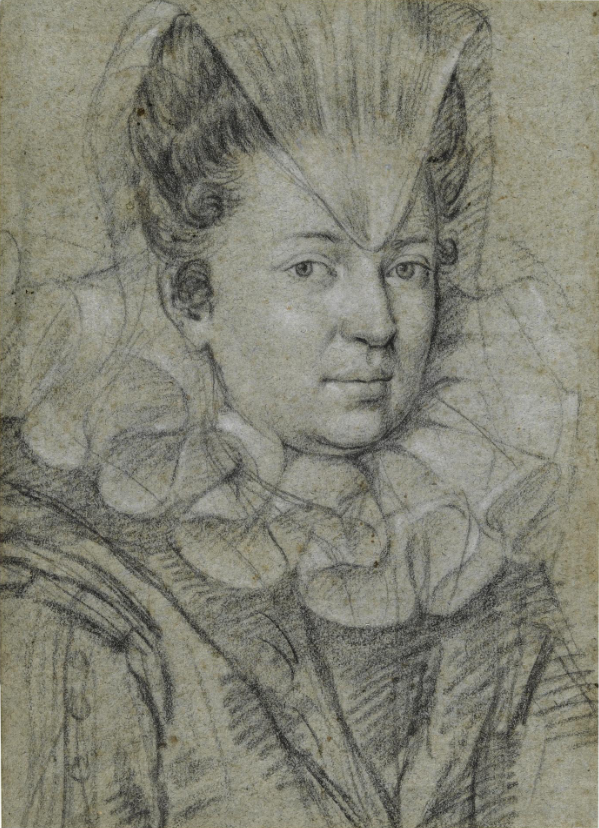
Ritratto di Agnese Argotta

Il Marchesato di Grana fu un piccolo feudo dell'astigiano.
Costituito nel 1164 con assegnazione delle terre da parte dell'imperatore Federico Barbarossa a Guglielmo "il Vecchio", settimo marchese del Monferrato.
Il feudo di Grana passò ai Gonzaga di Mantova nel 1559. Nel 1589, Vincenzo I Gonzaga elevò il feudo a marchesato e lo assegnò alla sua amante Agnese Argotta, che sposò il nobile Prospero Del Carretto. Per oltre un secolo appartenne alla famiglia Del Carretto, passando agli inizi del Settecento a Maria Enrichetta Del Carretto (1671-1744), figlia di Ottone Enrico Del Carretto, sposata a Filippo Carlo, duca d'Arenberg. Nel 1755 passò al duca di Aarschot Carlo Maria Raimondo d'Arenberg.
Il feudo di Grana nel 1780 venne assegnato, con il titolo di conte, ad Amedeo Messier.